# 圣母领报希腊正教会新英格兰主教座堂
圣母领报希腊正教会新英格兰主教座堂（Annunciation Greek Orthodox Cathedral of New England）是希腊正教会波士顿教区的主教座堂，位于波士顿帕克街514号。
该堂建于1923年，建筑师 Hachadoor Demoorjian。1988年列入国家史迹名录。